# Most Rio-Niterói
Most Rio-Niterói - most drogowy w Brazylii nad zatoką Guanabara, łączący Rio de Janeiro z Niterói. Most ma długość 13 290 m co czyni go najdłuższym w kraju. Był budowany w latach 1969–1974. Dzienne korzysta z niego około 140 000 pojazdów.